# Adhésion cellulaire
Pour les articles homonymes, voir Adhésion (homonymie) et Adhérence.
L'adhésion cellulaire, ou adhérence cellulaire, est l'ensemble des mécanismes cellulaires et moléculaires mis en œuvre pour faire adhérer les cellules entre elles ou avec le milieu qui les entoure.

En 2012, la plupart des mécanismes moléculaires déclencheurs de l'activation et régulant le comportement des sites d'adhésion sont encore incompris.

## Rôle physiologique
L'adhésion cellulaire est indispensable à la formation, au maintien et au fonctionnement des tissus.
Au niveau de la cellule elle-même, elle régule la croissance, la migration, la prolifération et la mort de la cellule.

Au niveau d'un biofilm (pour les bactéries), d'un organe ou d'un organisme, elle fait intervenir des interactions à la fois stables et modulables, soumises à une dynamique spatiale et temporelle, qui permettent le contact des cellules entre elles (interactions cellule-cellule) et des cellules avec les protéines de la matrice extracellulaire (MEC) (interactions cellule-MEC).
Ces interactions génèrent des signaux essentiels à de multiples fonctions cellulaires comme la migration, la prolifération, la différenciation, et la mort programmée des cellules (apoptose).

## « Sites d’adhésion »
Ils existent dans et/ou sur la surface de plupart des cellules ; Ils dépendent d'une famille de protéines adhésives connues sous le nom d’intégrines. Ces sites sont le lien physique entre le monde extérieur et le cytosquelette cellulaire.
Ils peuvent être "recherchés" ou utilisés par certains virus et microorganismes (bactéries) utiles ou parasites qui ont besoin de se fixer pour se développer.
Un contrôle strict et une régulation fine de l'adhésion cellulaire sont indispensables à l'homéostasie cellulaire et tissulaire.

## Pathologies de l'adhésion

### Cancer
Dans certaines conditions pathologiques, la fonction d'adhésion est perturbée ou compromise. Cette situation cause un désordre tissulaire, une migration cellulaire aberrante (dissémination des cellules cancéreuses) et une dérégulation des voies de signalisation. 
Des problèmes d'adhésion cellulaire sont en cause dans de nombreux cas de cancers (caractérisés par une croissance et une migration anarchiques). Les intégrines qui contrôlent l’adhésion des cellules sources de tumeurs sont l'une des cibles de certaines thérapies anticancéreuses. 

### Adhérence postopératoire
Autre phénomène, inverse celui-ci, est la « trop bonne » recréation de liaisons entre tissus après un acte chirurgical, sous forme de bandes fibreuses au droit des zones de cicatrisation. On parle dans ce cas d'une « adhérence postopératoire ». Lorsque ces bandes fibreuses se forment entre des organes qui ne doivent pas être reliés, ces adhérences sont à l'origine de douleurs, car les mouvements font que cela « tire » là où les tissus fibreux se sont formés.
Les adhérences postopératoires sont à l'origine de 40 % des douleurs pelviennes, peuvent être à l'origine d'occlusions lorsqu'elles interviennent au niveau viscéral, et seraient à l'origine d'une part importante des cas d'infertilité secondaire chez la femme.

## Architecture
L'adhésion cellulaire s'articule autour de quatre grands groupes de complexes protéiques interconnectés. De l'extérieur vers l'intérieur de la cellule :
1. les protéines de la matrice extracellulaire (MEC) ;
2. les récepteurs d'adhésion cellulaire ;
3. les protéines intracytoplasmiques impliquées dans un large répertoire de voies de signalisations intracellulaires ;
4. les protéines constituant le cytosquelette.

## Imagerie
Grâce aux progrès de l'imagerie médicale, dans le cadre de la recherche sur le cancer et afin de mieux étudier les sites d’adhésion cellulaire, une équipe franco-allemande a réussi en 2012 à produire l'équivalent d'un « film »  présentant le mouvement de protéines essentielles à la vie d’une cellule.